# خالد بن حمد آل خلیفه
خالد بن حمد آل خلیفه (زادهٔ ۲۳ سپتامبر ۱۹۸۹) پنجمین پسر پادشاه بحرین، حمد بن عیسی و یکی از اعضای خاندان سلطنتی بحرین است.